# Erythrininae
La subtribu Erythrininae es una de las subdivisiones de la familia de plantas Fabaceae, que incluye a las legumbres. El género tipo es Erythrina

## Géneros
- Apios -
- Butea -
- Cochlianthus -
- Erythrina -
- Meizotropis -
- Mucuna -
- Neorudolphia -
- Rhodopis -
- Spatholobus -
- Strongylodon